# Horst Saalbach

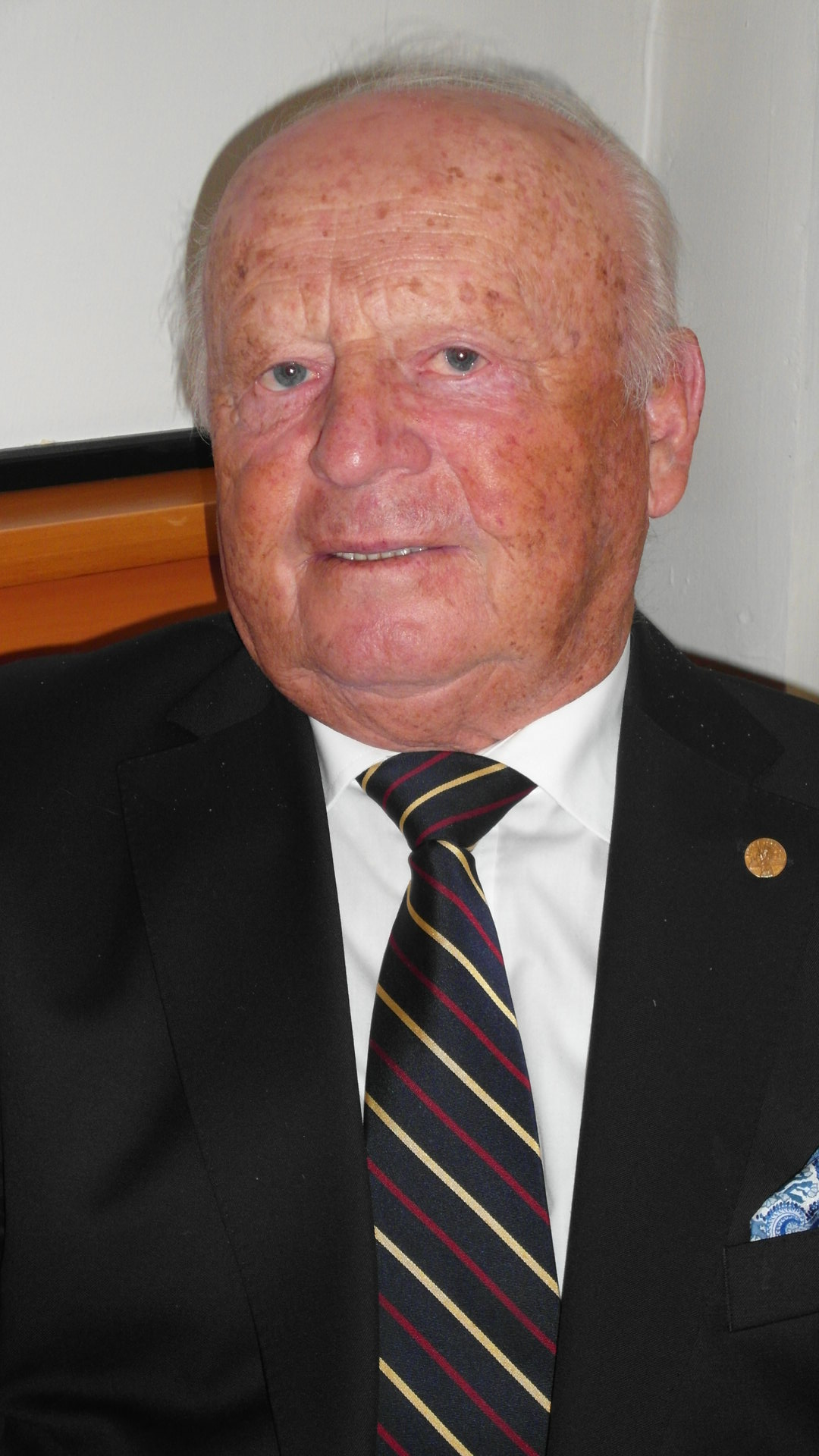
Horst K. Saalbach in Leipzig (Nov. 2013)

Horst Kurt Saalbach (* 16. März 1938 in Leipzig) ist ein deutsch-amerikanischer Ingenieur, Top-Manager und Träger des Bundesverdienstkreuzes sowie des Verdienstordens des Freistaates Sachsen. Er gehört zu den Pionieren der deutschen Automatisierungs-Industrie in den USA und war Mitbegründer der Firma Festo-USA, sowie ihr langjähriger Präsident.

## Leben
Saalbach wurde 1938 in Leipzig geboren, wo er auch aufwuchs und zur Schule ging. Mit 17 Jahren floh er 1955 in die Bundesrepublik Deutschland. In Stuttgart lernte er seine spätere Ehefrau Elfriede kennen. Gemeinsam mit ihr ging er 1959 in die USA. Dort arbeitete Saalbach zunächst in der Konstruktionsabteilung eines Unternehmens der Bauindustrie in New York, um sein Studium am Medgar Evers College zu finanzieren. Das Studium schloss er als Bauingenieur der Fachrichtung Architectural Design ab. An der Long Island University erwarb er zusätzlich einen Abschluss in Marketing. Es folgten weitere Studien an der New York University, wo er die Lehrbefähigung erlangte. An der Yale University und der Wharton School studierte er Höheres Management.
Horst Saalbach ist mit Elfriede Saalbach verheiratet. Das Ehepaar hat vier Töchter und drei Enkelkinder und lebt in Palm Beach (Florida).

## Arbeit als Ingenieur in der USA-Industrie
Nach Erhalt der US-amerikanischen Staatsbürgerschaft im Jahre 1964 arbeitete Saalbach eine Reihe von Jahren im Ingenieurbereich für mehrere Consulting-Unternehmen und sammelte hierbei umfangreiche Industrieerfahrungen auf dem amerikanischen und internationalen Markt.
Damit hatte er sich zugleich systematisch das Rüstzeug geschaffen, um im Lebensalter von 40 Jahren die Aufgabe als President of Festo Corporation zu übernehmen. Festo ist eine große schwäbische Automatisierungsfirma aus Esslingen bei Stuttgart, die damals ihr weiteres Wachstum in Richtung Weltmarktführer und Aktiengesellschaft auch auf dem amerikanischen Markt voranbringen wollte.

## Wirken als Präsident der Firma Festo-USA
Für diese Zielstellung von Festo erwies sich Horst Saalbach als geeignete Persönlichkeit, der seinen neu gewonnenen Freiraum aktiv und schöpferisch-innovativ zu nutzen wusste. So entwickelte er mit seiner Initiativkraft das Unternehmen Festo-USA von einer bescheidenen Ursprungsgröße zu einer Unternehmung für den Gesamtbereich Nord- und Mittelamerika (USA, Kanada, Mexiko). Dabei konnte er die Anzahl der Beschäftigten auf mehr als das 70-fache und den Umsatz auf das über 160-fache steigern.
Unter seiner Führung seit 1978 ist Festo-USA zur größten Auslandsvertretung des Unternehmens aufgestiegen und hat eine Marktführerschaft für spezielle Komponenten und Systeme der Pneumatik und Elektronik für die Automatisierung auf dem US-amerikanischen Markt sowie in ganz Nordamerika erlangt. Diese Expansion schließt auch den Aufbau eines neuen Headquarters in New York/Long Island sowie von mehr als zehn Regionalvertretungen ein. Saalbach wirkte insgesamt 23 Jahre als Präsident von Festo-USA und hat diese Auslandsvertretung nachhaltig geprägt.
Seit Übernahme der Präsidentschaft hat Saalbach seine engen Kontakte nach Europa besonders intensiv gepflegt. Dies schließt sowohl den Westen als auch den Osten Deutschlands ein, also insbesondere seine Heimatregion sowie die Staaten Osteuropas. So war er Vorstandsmitglied in der German-American Chamber of Commerce und zugleich des USA-USSR Trade Council. Weiterhin gehörte er zur Wirtschaftsrunde (German Economic Roundtable) und zum Vorstand im Deutschen Verein.
In seiner späteren beruflichen Entwicklung hat Saalbach seinen Focus besonders auf akademische Aus- und Weiterbildung, Werteentwicklung und Prinzipientreue ausgeweitet. Diese Aktivitäten zur nachhaltigen Generierung von Spitzenfachkräften und praxisrelevanten Forschungsergebnissen waren eingebunden in den Geschäftsbereich Festo-Didactic. Daher war es naheliegend, dass er die benachbarte Farmingdale University New York / Long Island hinsichtlich ihrer industrienahen Ausbildung auch durch seine eigene Lehrtätigkeit als Visiting Professor sowie hinsichtlich deren Forschungen mit entsprechenden Ausrüstungen vielfältig unterstützte.
Typisch für die USA ist in diesem Zusammenhang auch, dass Saalbach zwei Stiftungen ins Leben gerufen hat, um bedürftige Studenten zu unterstützen. Diese zeitlich unbegrenzten Stiftungen kommen Studierenden der Farmingdale University und der Hofstra University (ebenfalls Long Island) zugute.
Gleichzeitig war Saalbach Vorstandsmitglied und Präsident der Farmingdale Foundation. Sein prägender Einfluss auf die Farmingdale University und die Qualität ihrer praxisnahen Forschung und Studentenausbildung wurde mit dem Ram’s Horn Recognition Award und schließlich mit dem Ehrendoktor der Universität gewürdigt.
Saalbach war immer sehr stolz auf seine deutsche Herkunft und insbesondere auf seine Geburtsstadt Leipzig. Er wurde daher auch Mitbegründer und Mitglied im Aufsichtsrat der German-American Hall of Fame (GAMHOF), die den Einfluss deutscher Immigranten auf Erfolgsgeschichten in den USA würdigt. In eine virtuelle Gedenkhalle werden hier regelmäßig lebende und verstorbene Persönlichkeiten mit deutschen Wurzeln aufgenommen: 2012 Donald Trump (Immobilieninvestor, Trump-Tower N.Y., 45. Präsident der Vereinigten Staaten von Amerika von 2017 bis 2021) und John Augustus Roebling (Brooklyn-Bridge als ein Wahrzeichen von N.Y.).
Der NACFAM Washington (National Council for Advanced Manufacturing) berät die Regierung, insbesondere unterstützte er den Senat durch Analysen zur gegenwärtigen und zukünftigen Aus- und Weiterbildung aus Sicht der Fertigungsindustrie und ihrer Wettbewerbsfähigkeit. Saalbach ist hier ebenfalls als Aufsichtsratsmitglied aktiv.
Außerdem wirkte Saalbach als Vorstandsmitglied in der Herbert Quandt Foundation von BMW America, die sich für lebenslanges Lernen einsetzt. Als Vorstandsmitglied der Carl Duisberg Society, die den Austausch von Studenten zwischen Deutschland und den USA fördert, hat er insbesondere für Studierende der Hochschule für Technik, Wirtschaft und Kultur (HTWK) Leipzig und der privaten Handelshochschule Leipzig (HHL) längere Praktikumsaufenthalte in den USA und somit das Kennenlernen der dortigen Industrie- und Wirtschaftstätigkeit ermöglicht.
Für seine umfassenden Aktivitäten in der Wirtschaft sowie an der Schnittstelle zur Bildung und Wissenschaft wurde Saalbach durch den Gouverneur des Staates New York Pataki als „Businessman of the Year 1995“ ausgezeichnet.

## Besondere Aktivitäten nach der deutschen Wiedervereinigung
Saalbach hat die Kontakte zu seiner Familie sowie den Freunden in Leipzig und Sachsen niemals abreißen lassen. Während der DDR-Zeit besuchte er jedes Jahr die traditionsreiche Leipziger Messe. Zum Zeitpunkt des Mauerfalls am 9. November 1989 war er gerade im Festo-Stammhaus in Esslingen, fuhr tags darauf Richtung Leipzig über den erstmals geöffneten Grenzübergang Hof und wurde Augenzeuge der Autoschlange, die sich in Gegenrichtung bewegte – für ihn einer der emotionalsten Augenblicke seines Lebens sowie eine spontane Aufforderung zur aktiven Unterstützung des nun erwarteten Wiedervereinigungsprozesses.
Er knüpfte sofort über seinen alten Schulfreund eine Verbindung zur Technischen Hochschule Leipzig, Sektion Automatisierungsanlagen, Direktor Werner Richter. Dieser entsendete seinen Stellvertretenden Sektionsdirektor für Forschung Werner Kriesel nach Esslingen, und dort wurde bereits im Januar 1990 durch Saalbach der Kontakt zum Geschäftsführenden Gesellschafter Wilfried Stoll und weiteren Mitgliedern der Unternehmensleitung von Festo aufgebaut, basierend auf langjährig bestehenden Fachkontakten zu Heinz Töpfer in Dresden.
Das Team Kriesel aus Leipzig hatte zu diesem Zeitpunkt innovative Forschungsergebnisse vorzuweisen für ein neuartiges System zur Verknüpfung von Steuerungen mit zugehörigen Sensoren und Aktuatoren, die aber in der DDR wegen unzureichender Mikroelektronik nicht umsetzbar waren. Dieses neuartige Gedankengut fand mit Unterstützung von Saalbach schrittweise immer mehr Interesse bei Festo sowie weiteren Firmen und wurde dann zielstrebig mit der Leistungsfähigkeit dieser modernen Unternehmen verknüpft.
Parallel entstand im Jahre 1990 im Bundesministerium für Forschung und Technologie (BMFT) hierzu ein Verbundprojekt, in dem ein Firmenkonsortium von 11 Unternehmen einschließlich Festo zusammen mit der TH Leipzig (Werner Kriesel) und der Universität Karlsruhe (Klaus Bender) in den Jahren 1991 bis 1994 derartiges Ideengut umsetzte. Saalbach hat dieses System aus seiner spezifischen USA-Sicht bei Festo besonders unterstützt. Im Ergebnis ist als Weltneuheit ein industrietaugliches Automatisierungssystem zur hocheffektiven Verknüpfung von Steuerungen mit Maschinen und Anlagen unter dem Namen ASI Aktuator-Sensor-Interface beziehungsweise AS-Interface entstanden. Dieses System ist inzwischen Weltmarktführer im Gebiet der Automation / Kommunikation auf der Sensor-Aktuator-Ebene.
Eine Folge des Beitritts der DDR zur BRD war der Übergang aller Hochschulen in die Länderverantwortung, so dass Sachsen nunmehr acht Technische Hochschulen hatte. Davon wurden fünf geschlossen und durch Fachhochschulen ersetzt. Die Schließung der TH Leipzig erfolgte schrittweise in einem Zeitfenster von 1992 bis 1996, nachdem 1992 die Hochschule für Technik, Wirtschaft und Kultur (HTWK) neu gegründet wurde (Gründungsrektor: Klaus Steinbock). Saalbach hat durch seine vielfältige Unterstützung dazu beigetragen, dass die HTWK diese angewandten Forschungen der TH Leipzig zur Industriellen Kommunikation (Vernetzung) für das Systems AS-Interface mit mehreren Projekten und vielen studentischen Arbeiten kontinuierlich fortsetzen sowie in die Lehre einbeziehen konnte. Aus solchen Forschungsarbeiten sind auch zahlreiche Veröffentlichungen auf Kongressen und in Fachzeitschriften hervorgegangen sowie mehrere Fachbücher (deutsch und englisch) entstanden, die nachhaltig dazu beitragen, das Ansehen dieser herausragenden gesamtdeutschen Forschungs- und Entwicklungs- sowie Produktionsleistung zu stärken. Saalbach hat besonders die Weiterentwicklung dieses international äußerst erfolgreichen Systems stets im Auge behalten und mit seinen gewichtigen Diskussionen aus USA-Sicht dazu beigetragen, dass erforderliche Vorlaufarbeiten zur langfristigen Entwicklung neuartiger intelligenter Komponenten gezielt begonnen wurden.
Seine umfangreichen internationalen Industrie- und Managementerfahrungen vermittelt Saalbach seit Anfang der 2000er Jahre in regelmäßigen Vorlesungen. An der privaten Handelshochschule Leipzig (HHL, Graduate School of Management) hält er diese für den Führungskräftenachwuchs. Dabei räumt er zugleich mit Klischees auf und zeichnet ein realistisches sowie optimistisches Amerikabild. Weiterhin hält er an der HTWK zugleich entsprechende Vorlesungen für Ingenieurstudenten der Fakultät für Elektrotechnik und Informationstechnik (damaliger Dekan: Günter Stein) im Sinne einer Gastprofessur. Saalbach vermittelt insbesondere qualifizierte Studierende in Master-Programme, die von der Gottlieb-Stoll-Stiftung in Esslingen finanziert werden.
Besonders hervorzuheben sind die umfangreichen Sponsoringaktivitäten von Saalbach im kulturellen und wissenschaftlichen Bereich. So hat er unmittelbar nach Grenzöffnung die weltbekannte Thomaskirche in Leipzig (Thomaner-Chor, langjährige Wirkungsstätte von Johann Sebastian Bach) hinsichtlich neuer Kirchenfenster spürbar unterstützt. Auch hat er die Modernisierung von Laborausrüstungen der TH und HTWK Leipzig gefördert, um in der Ausbildung von Automatisierungsingenieuren den westdeutschen Standard zügig zu erreichen.
Mit seinen Aktivitäten hat Saalbach zugleich die Arbeit des Fördervereins der HTWK unter den Vorsitzenden Siegfried Altmann, Klaus-Peter Schulze und Markus Krabbes vorangebracht. Seine Unterstützung hat wesentlich mit dazu beigetragen, die akademischen Veranstaltungen zum 125-jährigen Bestehen der Elektrotechnikausbildung in Leipzig im Jahre 2000 würdig zu gestalten. Nach seiner viel beachteten Festrede im Alten Rathaus hat er als Erinnerungsgeschenk neben künstlerischen Bildern von New York eine seltene Versteinerung von Ammoniten mit einem Alter von mehreren Millionen Jahren übergebenen – symbolisch für eine dauerhafte Verbundenheit der Regionen Stuttgart und Esslingen sowie Sachsen und Leipzig mit den USA.

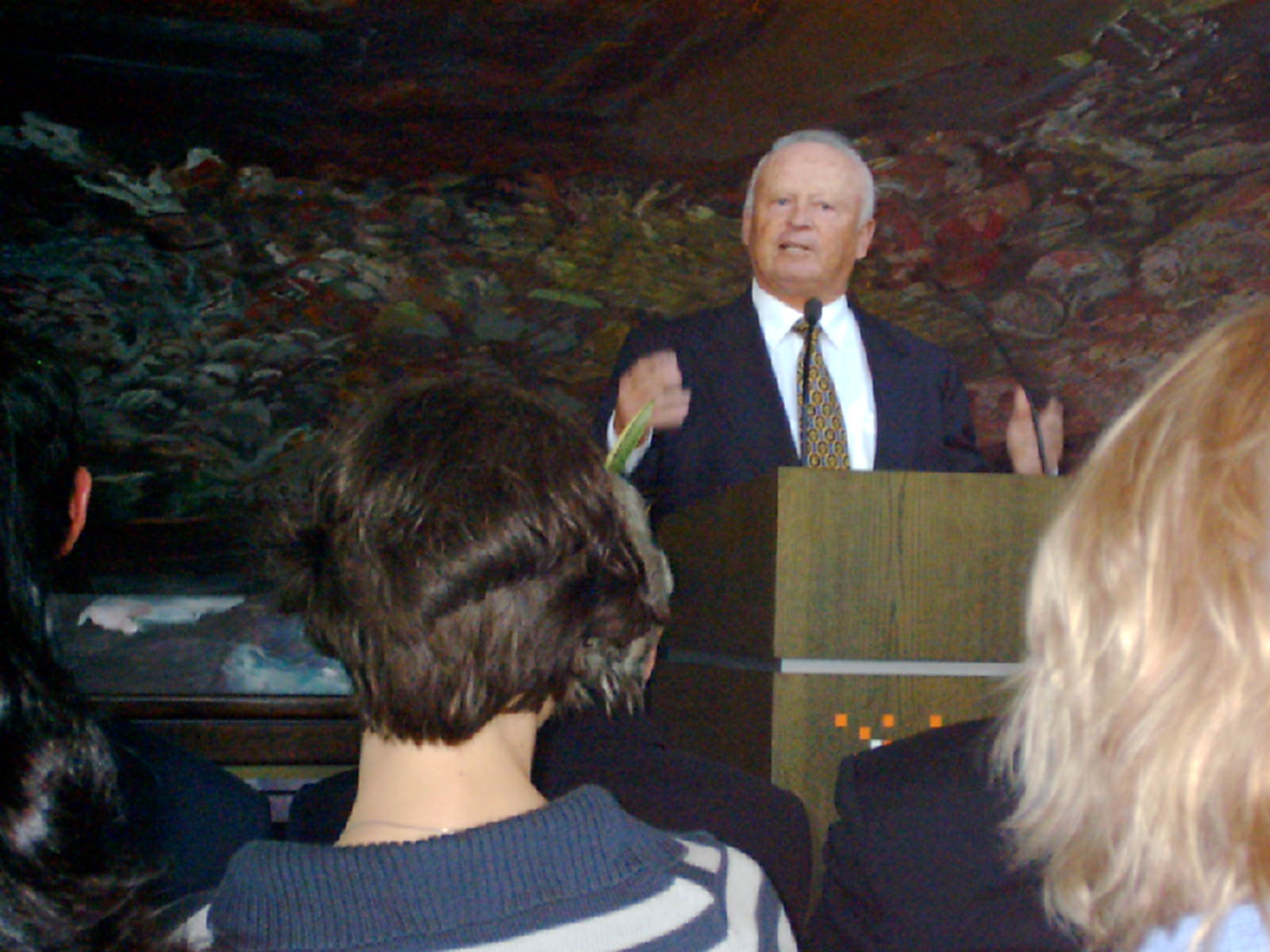
Horst K. Saalbach bei einer Rede im Neuen Gewandhaus zu Leipzig (2005)

Seit dieser Zeit begann zugleich eine enge Zusammenarbeit von Saalbach mit dem Bereich des Oberbürgermeisters der Stadt Leipzig, die insbesondere für den gezielten Kontaktaufbau zwischen Stadt und regionaler Wirtschaft zu entsprechenden Partnern in den USA sehr förderlich ist. Gleichzeitig entwickelte sich Saalbach zunehmend auch als strategischer Ratgeber für die Bereiche Wirtschaft und Wissenschaft. Durch seine Vermittlung gelang es, namhafte Wirtschaftsvertreter und Repräsentanten wie den ehemaligen US-Botschafter John Kornblum zur Teilnahme an der Ausstellungseröffnung des bekannten Leipziger Malers Neo Rauch (Neue Leipziger Schule) in New York zu bewegen.
Zu weiteren herausragenden Erfolgen des Engagements von Saalbach für Sachsen und Leipzig zählt, dass er sich erfolgreich für die Ansiedlung des Fraunhofer-Instituts für Zelltherapie und Immunologie eingesetzt hat. Seine weit reichenden Kontakte auf diesem zukunftsträchtigen Gebiet ermöglichten es ihm, zur Einweihung der Biocity Leipzig den weltbekannten Biochemiker und DNA-Entdecker Nobelpreisträger James Watson aus New York als Festredner nach Leipzig zu holen. Gleichzeitig vermittelte Saalbach das Know-how von Watson als bezahlte Software-Lizenz zur Gründung eines DNA-Lernzentrums in Leipzig. Das umfangreiche Engagement von Horst Saalbach für Deutschland hat hohe Anerkennung gefunden, so dass er mit dem Bundesverdienstkreuz am Bande geehrt wurde, überreicht am 6. Februar 2007 im Konsulat in New York durch den Generalkonsul Hans-Jürgen Heimsöth im Namen von Bundespräsident Horst Köhler.
Als Sponsor organisiert Saalbach jährlich in Leipzig ein Benefiz-Golfturnier mit namhaften Persönlichkeiten, an dem er selbst aktiv teilnimmt und dessen Erlöse für die Unterstützung von studentischen Aktivitäten gespendet werden. Schließlich war er während seiner Zeit als Festo-Präsident Master of Long Island im Golfsport. Saalbach als Naturfreund unterstützt zugleich den Wildbestand im Wildpark Leipzig, und als leidenschaftlicher Jäger findet er in Sachsen und darüber hinaus hinreichend Gelegenheit, seine in einer traditionsreichen Waffenschmiede in Suhl (Thüringen) erworbene Jagdwaffe einzusetzen.
Für Sachsen und Leipzig ist Saalbach als Mäzen aus Amerika mit seinen äußerst umfangreichen Erfahrungen und breit gefächerten Aktivitäten sowie seinem weit gespannten internationalen Kontaktnetzwerk eine relevante Größe. Seine Arbeitsergebnisse und Erfahrungen finden ihren Niederschlag auch in zahlreichen Vorträgen auf Tagungen, in Industrieunternehmen, in Verbänden und in Hochschulen, insbesondere über den Einfluss der Mikrorechner und Bustechnologie auf die Aktuatorik und Sensorik, auf die Bildungssituation sowie auf die internationale Arbeitsteilung in einer globalisierten Weltwirtschaft und die hierzu erforderlichen Managementveränderungen. Er stützt sich bei seinen vielfältigen Tätigkeiten insbesondere auf sein umfangreiches Kooperations-Netzwerk.
Saalbach brachte auch seine internationalen Industrieerfahrungen auf den Gebieten Automatisierungstechnik und Topmanagement, insbesondere aus der Firmengründung und sehr erfolgreichen Firmenentwicklung während seiner 23-jährigen Präsidentschaft, in vielfältiger Form in die universitäre Lehre und Forschung ein. Hierdurch hat er beispielsweise das Bestreben der privaten Handelshochschule Leipzig (HHL) unterstützt, moderne Erfahrungen des Topmanagements zu etablieren und somit auch das internationale Image der traditionsreichen HHL mit ihrer über 120-jährigen Geschichte als älteste betriebswirtschaftliche Universität Deutschlands auszubauen. Weiterhin hat er für das Fachgebiet Automatisierung entsprechende Veranstaltungen in Lehre und Forschung für die Ingenieurausbildung an der Hochschule für Technik, Wirtschaft und Kultur Leipzig (HTWK) durchgeführt. Generell vermittelte er für die junge Generation durch seine langjährige Vortrags- und Lehrtätigkeit als Gastprofessor in Leipzig ein anziehendes, glaubhaftes und modernes Amerikabild. Dazu hat besonders die Unterstützung durch Saalbach beim Aufbau von Kooperationen und beim Studentenaustausch mit namhaften Universitäten in den USA  wie MIT, Harvard University u. a. beigetragen.

## Ehrungen (Auswahl)

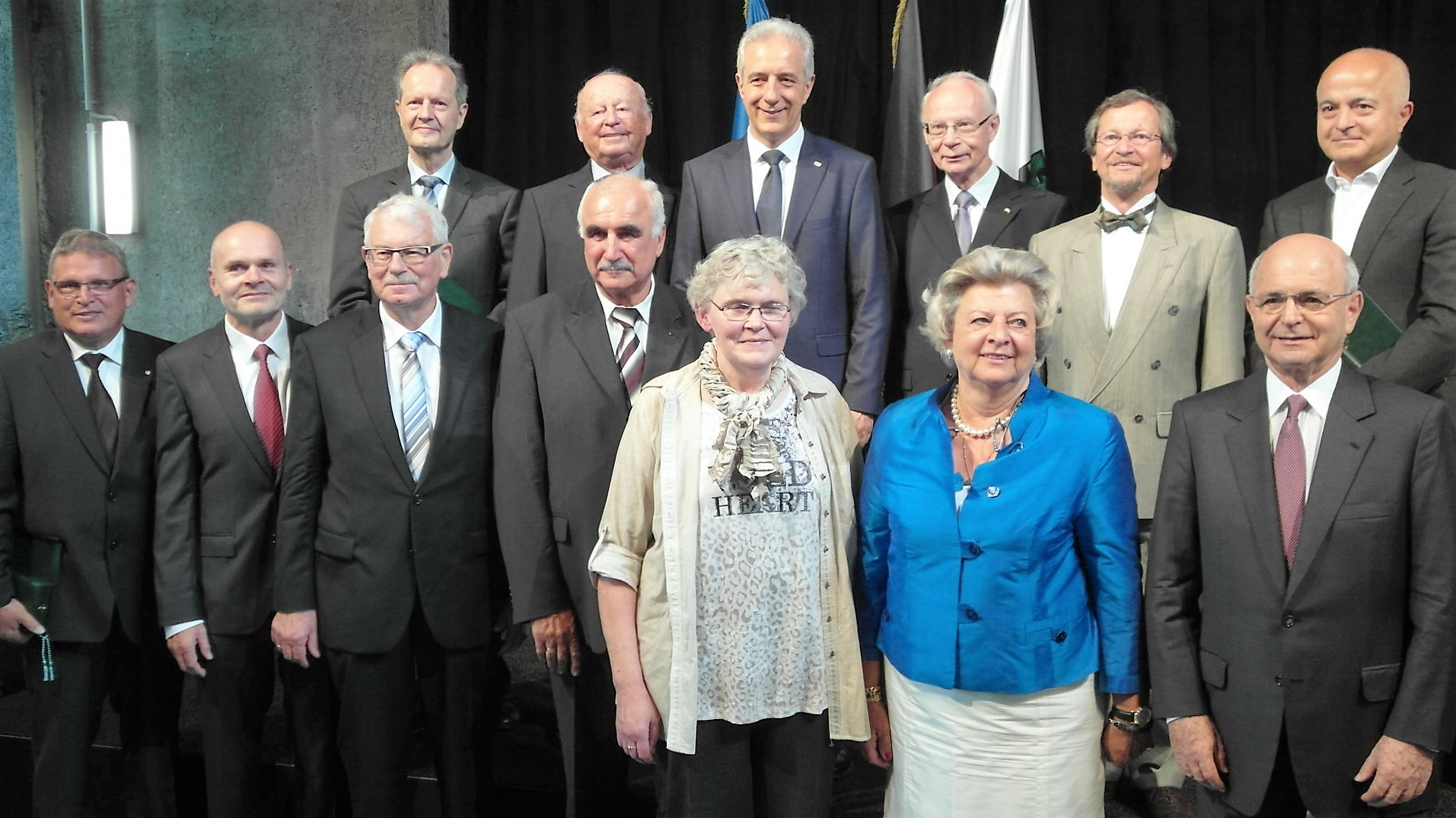
Verleihung des Verdienstordens des Freistaates Sachsen 2015 durch Ministerpräsident Stanislaw Tillich (obere Reihe, 3. von links; Saalbach links neben Tillich)

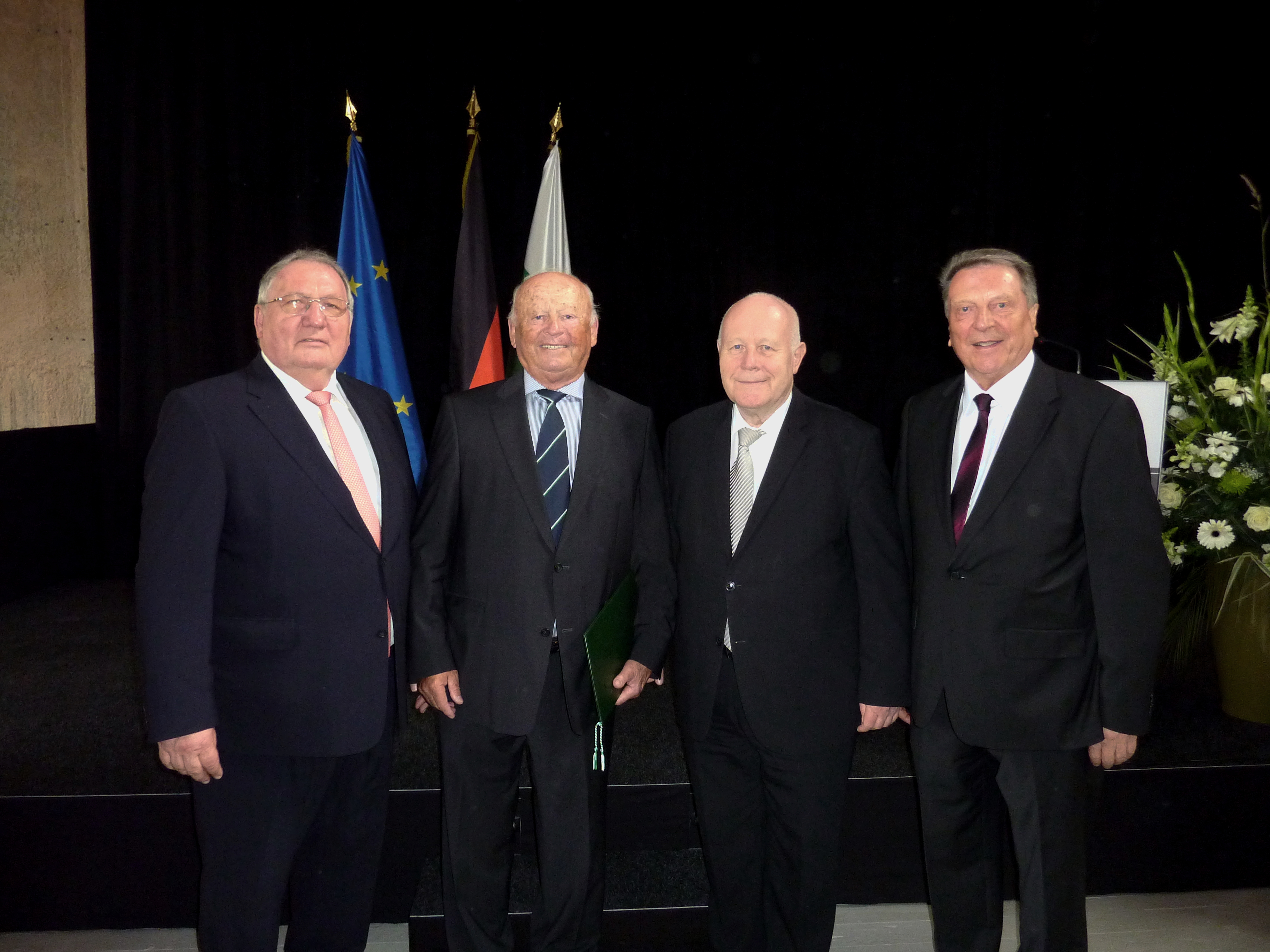
Horst Saalbach (2.v.li.) bei der Verleihung des Verdienstordens des Freistaates Sachsen, zusammen mit Winfried Pinninghoff (li.), Georg Milbradt (3.von li.) und Werner Kriesel, re. (Dresden 2015)

- 1995 Auszeichnung durch den Gouverneur des Staates New York als Businessman of the Year 1995
- 1996 Ram’s Horn Recognition Award der Farmingdale University New York / Long Island
- 1997 Ehrendoktor der Farmingdale University
- 2004 Ellis Island Congressional Medal of Honor (Ehrung für Personen, deren Kampf, Opfer und Erfolg dazu beigetragen hat, Amerika aufzubauen und zu stärken)
- 2007 Bundesverdienstkreuz (Verdienstkreuz am Bande des Verdienstordens der Bundesrepublik Deutschland)
- 2015 Verdienstorden des Freistaates Sachsen.